# 乐天溪镇
乐天溪镇，是中华人民共和国湖北省宜昌市夷陵区下辖的一个乡镇级行政单位。

## 行政区划
乐天溪镇下辖以下地区：
乐天溪社区、陈家冲村、瓦窑坪村、朱家湾村、八户店村、下岸溪村、路溪坪村、乐天溪村、沙坪村、石洞坪村、莲沱村、唐家坝村、孙家河村、王家坪村和兆吉坪村。